# Morti il 30 settembre
| Questa pagina contiene informazioni ricavate automaticamente dalle voci biografiche con l'ausilio del template Bio e di un bot. L'aggiornamento è periodico e automatico e ricostruisce completamente la pagina. Se manca una persona in questa lista, sei pregato di non aggiungerla, ma accertati piuttosto che la sua voce biografica contenga il template Bio e che i dati anagrafici siano correttamente compilati. Se il template Bio manca, inseriscilo tu stesso o, in alternativa, metti l'avviso {{tmp\|Bio}} che ne segnala la mancanza. Se i dati riportati sono sbagliati, correggi direttamente la voce biografica; le modifiche saranno visibili in questa lista entro pochi giorni. Per chiarimenti vedi il progetto biografie. La lista contiene solo le 486 persone che sono citate nell'enciclopedia e per le quali è stato implementato correttamente il template Bio. Pagina aggiornata al 13 ago 2025. |

## III secolo(1)
- 286 - Sant'Urso, militare romano

## V secolo(2)
- 420 - San Girolamo, biblista, traduttore e teologo romano (n. 347)
- 496 - Atanasio II di Alessandria, vescovo greco antico

## VII secolo(1)
- 653 - Chindasvindo, sovrano visigoto (n. 563)

## X secolo(1)
- 993 - Borrell II di Barcellona, conte

## XI secolo(3)
- 1082 - Simone di Crépy, religioso francese (n. 1048)
- 1089 - Tebaldo III di Blois, conte
- 1093 - Amato di Nusco, vescovo italiano

## XII secolo(3)
- 1101 - Anselmo IV da Bovisio, arcivescovo cattolico italiano
- 1163 - Siro II, arcivescovo cattolico italiano
- 1184 - Arnoldo di Torroja, militare e cavaliere medievale spagnolo

## XIII secolo(4)
- 1227 - Corrado di Urach, abate, vescovo cattolico e cardinale tedesco
- 1246 - Jaroslav II di Vladimir, principe (n. 1191)
- 1246 - Michele I, Granduca di Kiev, principe ucraino
- 1288 - Leszek II di Polonia, principe polacco (n. 1241)

## XIV secolo(3)
- 1327 - Dino del Garbo, medico e filosofo italiano (n. 1280)
- 1336 - Caterina di Savoia, nobile
- 1368 - Arnaldo Bernardo del Poggetto, vescovo cattolico e cardinale francese

## XV secolo(3)
- 1444 - Felicia Meda, religiosa italiana
- 1448 - Carlo II Tocco, nobile e politico italiano
- 1479 - Margherita di Savoia, sovrana (n. 1420)

## XVI secolo(11)
- 1503 - Innico II d'Avalos, nobile e condottiero italiano (n. 1467)
- 1511 - Giovanni Zaccaria Campeggi, giurista italiano (n. 1448)
- 1522 - Matteo Schiner, cardinale, politico e diplomatico svizzero
- 1535 - Giovanni Martini, pittore italiano
- 1539 - Ansaldo Grimaldi, diplomatico e banchiere italiano (n. 1471)
- 1551 - Ōuchi Yoshitaka, militare giapponese (n. 1507)
- 1560 - Melchor Cano, teologo, filosofo e vescovo cattolico spagnolo (n. 1509)
- 1561 - Michele Sidonio, teologo e vescovo cattolico tedesco (n. 1506)
- 1572 - Francesco Borgia, gesuita e santo spagnolo (n. 1510)
- 1590 - Gaspare Gasparini, pittore italiano
- 1597 - Guglielmo I di Schwarzburg-Frankenhausen, conte (n. 1534)

## XVII secolo(18)
- 1602 - Caterina di Brandeburgo-Küstrin, nobile tedesca (n. 1549)
- 1612 - Federico Barocci, pittore italiano
- 1612 - Ercole Bottrigari, umanista e teorico musicale italiano (n. 1531)
- 1617 - Charlotte de Sauve, nobildonna francese (n. 1551)
- 1623 - Cesare Gherardi, cardinale e vescovo cattolico italiano (n. 1577)
- 1626 - Nurhaci, nobile e militare cinese (n. 1559)
- 1627 - Tianqi, imperatore cinese (n. 1605)
- 1628 - Fulke Greville, poeta, drammaturgo e politico inglese (n. 1554)
- 1640 - Carlo I di Guisa, nobile francese (n. 1571)
- 1640 - Erasmo Paravicini, vescovo cattolico italiano (n. 1580)
- 1640 - Jacopo Chimenti, pittore italiano (n. 1551)
- 1645 - Federico Casimiro del Palatinato-Zweibrücken-Landsberg, duca (n. 1585)
- 1656 - Nicolò Crasso, giurista e poeta italiano (n. 1585)
- 1659 - Giovanni Pesaro, doge (n. 1589)
- 1660 - Cristoforo Widmann, cardinale italiano (n. 1617)
- 1672 - Rinaldo d'Este, cardinale e vescovo cattolico italiano (n. 1617)
- 1689 - Giulio Francesco di Sassonia-Lauenburg, duca (n. 1641)
- 1700 - Lorenzo Trotti, arcivescovo cattolico italiano (n. 1633)

## XVIII secolo(22)
- 1730 - Michel-Ange Houasse, pittore francese (n. 1680)
- 1736 - Francesco Saverio Fontana, vescovo cattolico italiano (n. 1667)
- 1755 - Francesco Durante, compositore italiano (n. 1684)
- 1756 - Sergej Grigor'evič Stroganov, nobile e ufficiale russo (n. 1707)
- 1758 - Alberico Archinto, cardinale e arcivescovo cattolico italiano (n. 1698)
- 1766 - Marie Victoire de Noailles, nobile francese (n. 1688)
- 1770 - George Whitefield, predicatore inglese (n. 1714)
- 1772 - Jean-Louis Le Loutre, presbitero e patriota francese (n. 1709)
- 1779 - Diego José Abad, poeta, scrittore e teologo messicano (n. 1727)
- 1781 - Jean-Baptiste Le Prince, pittore e incisore francese (n. 1734)
- 1785 - Friedrich Samuel Bock, filosofo e teologo tedesco (n. 1716)
- 1785 - James FitzJames, III duca di Berwick, nobiluomo spagnolo (n. 1718)
- 1785 - Franz Stephan Rautenstrauch, abate, presbitero e teologo austriaco (n. 1734)
- 1786 - Carlo Augusto di Baden-Durlach, principe tedesco (n. 1712)
- 1788 - John Banister, avvocato statunitense (n. 1734)
- 1788 - Matthäus Günther, pittore tedesco (n. 1705)
- 1795 - Eleazer Oswald, militare e giornalista britannico (n. 1750)
- 1795 - Carlo Giuseppe Pistone, vescovo cattolico italiano (n. 1739)
- 1795 - Giuseppe Vinci, arcivescovo cattolico e diplomatico italiano (n. 1736)
- 1799 - Stefano Arteaga, scrittore spagnolo (n. 1747)
- 1799 - Francesco Antonio Astore, letterato e filosofo italiano (n. 1742)
- 1799 - Prosdocimo Rotondo, avvocato e patriota italiano (n. 1757)

## XIX secolo(63)
- 1808 - Filippo Maria Gherardeschi, compositore e pianista italiano (n. 1738)
- 1811 - Thomas Percy, poeta, antiquario e religioso inglese (n. 1729)
- 1813 - Jean-Baptiste Cacault, generale francese (n. 1769)
- 1816 - Joseph Caillot, attore e cantante francese (n. 1733)
- 1819 - Wilhelm Gottlieb Tennemann, storico della filosofia tedesco (n. 1761)
- 1821 - Ludwig Geyer, attore teatrale, poeta e pittore tedesco (n. 1779)
- 1824 - Simon Dekker, ammiraglio olandese (n. 1756)
- 1826 - Antonio Aldini, politico e avvocato italiano (n. 1755)
- 1827 - Wilhelm Müller, poeta tedesco (n. 1794)
- 1833 - Giuseppe Valentini, architetto italiano (n. 1752)
- 1837 - Tsultrim Gyatso, monaco buddhista tibetano (n. 1816)
- 1837 - Thomas Luny, pittore inglese (n. 1759)
- 1839 - Joseph-François Michaud, storico francese (n. 1767)
- 1840 - Antonio Lorenzoni, avvocato, giurista e teorico della musica italiano (n. 1755)
- 1840 - Joaquín Vizcaíno, militare, politico e filantropo spagnolo (n. 1790)
- 1843 - Richard Harlan, paleontologo, zoologo e erpetologo statunitense (n. 1796)
- 1847 - Giuseppe Alberghini, cardinale italiano (n. 1770)
- 1848 - Ödön Zichy, nobile ungherese (n. 1809)
- 1853 - Augustin de Saint-Hilaire, botanico e esploratore francese (n. 1779)
- 1854 - Józef Chłopicki, generale polacco (n. 1771)
- 1857 - Guillaume Dode de la Brunerie, generale francese (n. 1775)
- 1858 - Francesco Paolo Volpe, storico e presbitero italiano (n. 1779)
- 1860 - Vincenzo Macchi, cardinale italiano (n. 1770)
- 1861 - Ferdinando Mittiga, brigante italiano (n. 1826)
- 1862 - Pierre-Marie Mermier, presbitero francese (n. 1790)
- 1863 - Giovanni Battista Schiapparelli, chimico e farmacista italiano (n. 1795)
- 1863 - Pietro Sterbini, politico e giornalista italiano (n. 1793)
- 1865 - Johann Jakob Frey, pittore svizzero (n. 1813)
- 1865 - Marino Torlonia, nobile e imprenditore italiano (n. 1795)
- 1867 - Michelangelo Lanci, orientalista italiano (n. 1779)
- 1868 - Clemente Folchi, architetto italiano (n. 1780)
- 1869 - Ferdinand Seymour, conte di St. Maur, nobile e militare britannico (n. 1835)
- 1870 - Irene Ricciardi Capecelatro, poetessa e librettista italiana (n. 1802)
- 1872 - Michel Delaporte, drammaturgo, litografo e pittore francese (n. 1806)
- 1876 - Federico Albert, presbitero italiano (n. 1820)
- 1876 - Henri Bertini, compositore e pianista francese (n. 1798)
- 1876 - Angelo Conti, scultore e paleontologo italiano (n. 1812)
- 1876 - Erminia Fuà Fusinato, poetessa, educatrice e patriota italiana (n. 1834)
- 1876 - Joseph Jacquier-Châtrier, politico francese (n. 1811)
- 1879 - Félicien Chapuis, medico e entomologo belga (n. 1824)
- 1879 - Pietro Salvatico, politico italiano (n. 1806)
- 1881 - Eduardo Asquerino García, drammaturgo, giornalista e politico spagnolo (n. 1826)
- 1881 - Tamatoa V, re (n. 1842)
- 1884 - Adelaide Orsola Appignani, soprano, direttore d'orchestra e compositrice italiana (n. 1807)
- 1884 - Louis Lacombe, compositore e pianista francese (n. 1818)
- 1885 - Francesco Paolo Ciaccio, patriota italiano (n. 1821)
- 1885 - Johannes Takanen, scultore finlandese (n. 1849)
- 1886 - Franz Adam, pittore tedesco (n. 1815)
- 1888 - Antonino Abate, scrittore e politico italiano (n. 1825)
- 1888 - Catherine Eddowes, inglese (n. 1842)
- 1888 - Eunice Newton Foote, scienziata e attivista statunitense (n. 1819)
- 1888 - Elizabeth Stride, svedese (n. 1843)
- 1889 - Román Baldorioty de Castro, politico portoricano (n. 1822)
- 1889 - Antonio Selva, basso italiano (n. 1824)
- 1890 - Konrad Hofmann, medievista e filologo tedesco (n. 1819)
- 1890 - Edgar von Westphalen, politico tedesco (n. 1819)
- 1891 - Georges Boulanger, generale e politico francese (n. 1837)
- 1893 - Nikolaj Sergeevič Zverev, pianista e insegnante russo (n. 1832)
- 1894 - Tommaso Lauri, politico italiano (n. 1818)
- 1896 - Vincenzo Moscuzza, compositore italiano
- 1897 - Leopold Auerbach, anatomista e patologo tedesco (n. 1828)
- 1897 - Manuel Baquedano, generale e politico cileno (n. 1823)
- 1897 - Teresa di Lisieux, monaca cristiana, mistica e teologa francese (n. 1873)

## XX secolo(222)
- 1903 - Michael Herbert, diplomatico inglese (n. 1857)
- 1905 - Charles Ephrussi, critico d'arte, storico dell'arte e collezionista d'arte russo (n. 1849)
- 1906 - Felice Barucco, pittore italiano (n. 1830)
- 1907 - Raffaele Falcone, militare italiano (n. 1832)
- 1910 - Emilio Bignami, patriota, scrittore e ingegnere italiano (n. 1829)
- 1910 - Maurice Lévy, ingegnere francese (n. 1838)
- 1911 - Louis Joseph Troost, chimico francese (n. 1825)
- 1912 - George Blake, allenatore di calcio e calciatore inglese (n. 1862)
- 1913 - Rudolf Diesel, ingegnere tedesco (n. 1858)
- 1913 - Reginald Fitz, medico statunitense (n. 1843)
- 1914 - Henry Ernest Gascoyne Bulwer, politico e diplomatico britannico (n. 1836)
- 1914 - Henry Littlejohn, medico scozzese (n. 1826)
- 1915 - Giacomo Calegari, pittore italiano (n. 1848)
- 1915 - Edward Alfred Minchin, biologo inglese (n. 1866)
- 1915 - Heinrich Schneidereit, sollevatore e tiratore di fune tedesco (n. 1884)
- 1916 - Fëdor Karlovič Avelan, ammiraglio e politico russo (n. 1839)
- 1916 - Nicolae Filipescu, politico romeno (n. 1862)
- 1916 - Justin Vialaret, calciatore francese (n. 1883)
- 1917 - Charles Napier Hemy, pittore inglese (n. 1841)
- 1917 - Patricio Montojo y Pasarón, ammiraglio spagnolo (n. 1839)
- 1921 - James Hart Mitchell, aviatore inglese (n. 1899)
- 1922 - Antonio Favaro, matematico e storico della scienza italiano (n. 1847)
- 1925 - Boris Vladimirovič Davydov, esploratore russo (n. 1883)
- 1925 - Inō Kanori, antropologo giapponese (n. 1867)
- 1927 - Samuel Garman, naturalista e zoologo statunitense (n. 1843)
- 1927 - Charles Jonnart, politico francese (n. 1857)
- 1927 - Luigi Tagliaferri, pittore italiano (n. 1841)
- 1928 - Edward Bamford, militare e marinaio britannico (n. 1887)
- 1928 - Ludwig von Pastor, storico e diplomatico tedesco (n. 1854)
- 1929 - Kalman Zingman, editore e scrittore lituano (n. 1889)
- 1930 - Frederick Edward Smith, I conte di Birkenhead, politico britannico (n. 1872)
- 1931 - Ernest de Chamaillard, pittore francese (n. 1862)
- 1931 - William Orpen, pittore irlandese (n. 1878)
- 1932 - Francisco S. Carvajal, politico e avvocato messicano (n. 1870)
- 1932 - Constantin Coandă, politico e generale rumeno (n. 1857)
- 1933 - Pietro Castellino, medico e politico italiano (n. 1864)
- 1933 - Amanto Di Fausto, politico italiano (n. 1878)
- 1934 - Giuseppe Mori, cardinale italiano (n. 1850)
- 1936 - Friedrich Bertram Sixt von Armin, generale tedesco (n. 1851)
- 1936 - Friedrich Keutgen, storico tedesco (n. 1861)
- 1937 - Hubert Bourdot, prete e micologo francese (n. 1861)
- 1937 - Mario Fabbriani, militare italiano (n. 1886)
- 1937 - Franz Josef Niedenzu, botanico tedesco (n. 1857)
- 1937 - Luigi Savorini, bibliotecario, storico e bibliografo italiano (n. 1875)
- 1937 - Anthony Sweijs, tiratore a segno olandese (n. 1852)
- 1939 - Enrico Festa, naturalista italiano (n. 1868)
- 1939 - Juozas Tūbelis, politico lituano (n. 1882)
- 1940 - Giuseppe Amato Pojero, filosofo italiano (n. 1863)
- 1940 - Plinio Codognato, pubblicitario e illustratore italiano (n. 1878)
- 1940 - Giulio De Micheli, compositore, violinista e direttore d'orchestra italiano (n. 1889)
- 1940 - Robert Hadfield, ingegnere britannico (n. 1858)
- 1940 - Luigi Longobardi, italiano (n. 1920)
- 1941 - Calisto Bertramo, attore italiano (n. 1875)
- 1941 - William Slade, tiratore di fune britannico (n. 1873)
- 1942 - Jacques-Émile Blanche, pittore e scrittore francese (n. 1861)
- 1942 - Hans-Joachim Marseille, aviatore tedesco (n. 1919)
- 1943 - Maria Jotuni, scrittrice e drammaturga finlandese (n. 1880)
- 1943 - Johan Ludwig Mowinckel, politico norvegese (n. 1870)
- 1943 - Tom Newman, giocatore di snooker inglese (n. 1894)
- 1943 - Franz Oppenheimer, economista, sociologo e medico tedesco (n. 1864)
- 1944 - Bud Jamison, attore statunitense (n. 1894)
- 1944 - Giovanni Palmieri, partigiano e antifascista italiano (n. 1921)
- 1945 - Sture Ericsson, ginnasta svedese (n. 1898)
- 1947 - Eduard Schnedler-Sørensen, regista, sceneggiatore e produttore cinematografico danese (n. 1886)
- 1948 - Thomas Armat, inventore statunitense (n. 1866)
- 1948 - Edith Roosevelt, first lady statunitense (n. 1861)
- 1949 - Forrest Halsey, sceneggiatore statunitense (n. 1877)
- 1949 - Kurt Warnekros, sessuologo e ginecologo tedesco (n. 1882)
- 1950 - Friedrich Fehér, attore, regista e sceneggiatore austriaco (n. 1889)
- 1950 - Pietro Piraino, scultore italiano (n. 1878)
- 1950 - Lynn St. John, allenatore di pallacanestro statunitense (n. 1876)
- 1951 - Heinrich Kling, militare tedesco (n. 1913)
- 1952 - Waldorf Astor, II visconte Astor, politico britannico (n. 1879)
- 1952 - Beattie Ramsay, hockeista su ghiaccio canadese (n. 1895)
- 1953 - Enrico Grazi, politico italiano (n. 1897)
- 1953 - Lewis Fry Richardson, matematico, fisico e meteorologo britannico (n. 1881)
- 1954 - Carlo Malerba, pittore italiano (n. 1896)
- 1955 - Michail Aleksandrovič Čechov, attore e insegnante russo (n. 1891)
- 1955 - James Dean, attore statunitense (n. 1931)
- 1955 - Marie Soldat-Röger, violinista e docente austriaca (n. 1863)
- 1957 - Wheeler Dryden, attore e regista britannico (n. 1892)
- 1957 - Ugo Giovannozzi, ingegnere italiano (n. 1876)
- 1957 - Hjalmar Johansson, nuotatore, tuffatore e lunghista svedese (n. 1874)
- 1958 - Girolamo Doni, calciatore italiano (n. 1898)
- 1959 - Armando Carlini, filosofo italiano (n. 1878)
- 1959 - Taylor Holmes, attore statunitense (n. 1878)
- 1959 - Johannes Riemann, attore, regista e sceneggiatore tedesco (n. 1887)
- 1960 - Guido Enrico Fiorini, pittore, decoratore e restauratore italiano (n. 1879)
- 1960 - St John Philby, esploratore, diplomatico e ornitologo britannico (n. 1885)
- 1961 - Paul Eagler, effettista e direttore della fotografia statunitense (n. 1890)
- 1961 - Michael Memelauer, vescovo cattolico austriaco (n. 1874)
- 1962 - Enzo Cozzolini, calciatore italiano (n. 1924)
- 1962 - Karen Lachmann, schermitrice danese (n. 1916)
- 1962 - Muhammad VIII al-Amin, sovrano tunisino (n. 1881)
- 1962 - Antonio Scialoja, giurista e politico italiano (n. 1879)
- 1963 - Gyula Vangel, calciatore ungherese (n. 1888)
- 1964 - Mario Almirante, regista, attore e direttore del doppiaggio italiano (n. 1890)
- 1964 - Kurt Erdmann, storico dell'arte tedesco (n. 1901)
- 1967 - Aleksander Birkenmajer, storico polacco (n. 1890)
- 1967 - Filippo Foti, militare italiano (n. 1916)
- 1967 - Alfred Gause, generale tedesco (n. 1896)
- 1967 - Joseph Gruber, calciatore e allenatore di calcio austriaco (n. 1912)
- 1967 - Edoardo Martini, militare italiano (n. 1923)
- 1967 - Guido Tallone, pittore italiano (n. 1894)
- 1968 - Francesco Cecioni, matematico italiano (n. 1884)
- 1968 - Bryan Joseph McEntegart, arcivescovo cattolico statunitense (n. 1893)
- 1968 - Johan Nyström, maratoneta svedese (n. 1874)
- 1969 - Frederic Bartlett, psicologo britannico (n. 1886)
- 1970 - Benedetto Aloisi Masella, cardinale italiano (n. 1879)
- 1970 - Galeno Ceccarelli, chirurgo italiano (n. 1889)
- 1970 - Sid Jordan, attore statunitense (n. 1889)
- 1970 - Karel Pešek, calciatore e hockeista su ghiaccio cecoslovacco (n. 1895)
- 1970 - Giuseppe Vingiano, scrittore e giornalista italiano (n. 1888)
- 1970 - Perc Westmore, truccatore britannico (n. 1904)
- 1971 - Frithjof Skonnord, calciatore norvegese (n. 1887)
- 1972 - Frank Sullivan, montatore statunitense (n. 1896)
- 1972 - Edgar G. Ulmer, regista, scenografo e sceneggiatore austriaco (n. 1904)
- 1973 - Walter Abendroth, compositore e scrittore tedesco (n. 1896)
- 1973 - Gastone Medin, scenografo italiano (n. 1905)
- 1974 - Carlos Prats, generale e politico cileno (n. 1915)
- 1975 - Giacomo Calandrone, politico, giornalista e sindacalista italiano (n. 1909)
- 1975 - Alfredo Elli, calciatore argentino
- 1976 - Louis Fourestier, direttore d'orchestra, compositore e docente francese (n. 1892)
- 1976 - Aage Fønss, cantante lirico e attore cinematografico danese (n. 1887)
- 1976 - Offutt Pinion, tiratore a segno statunitense (n. 1910)
- 1976 - Josef Umbach, calciatore tedesco (n. 1888)
- 1977 - Louis Duerloo, ciclista su strada belga (n. 1910)
- 1977 - Mary Ford, cantante statunitense (n. 1924)
- 1977 - André Labatut, schermidore francese (n. 1891)
- 1977 - Margaret Nakhla, pittrice e artista egiziana (n. 1908)
- 1977 - Charles Mast, generale francese (n. 1889)
- 1977 - Giancarlo Palanti, architetto italiano (n. 1906)
- 1978 - Edgar Bergen, attore e conduttore radiofonico statunitense (n. 1903)
- 1979 - Ewald Boisitz, pilota automobilistico austriaco (n. 1945)
- 1979 - Lloyd Leith, arbitro di pallacanestro e allenatore di pallacanestro statunitense (n. 1902)
- 1979 - Jaap Weber, calciatore olandese (n. 1901)
- 1980 - Giovanni Giavi, politico italiano (n. 1906)
- 1980 - Anatolij Ktorov, attore sovietico (n. 1898)
- 1980 - Pietro di Schleswig-Holstein, principe tedesco (n. 1922)
- 1981 - Ezio Moioli, pittore italiano (n. 1902)
- 1982 - Bill George, giocatore di football americano statunitense (n. 1929)
- 1982 - H. W. Janson, storico dell'arte tedesco (n. 1913)
- 1982 - Önder Mustafaoğlu, calciatore turco (n. 1953)
- 1983 - Verne Anderson, sciatore alpino e allenatore di sci alpino canadese (n. 1937)
- 1983 - Severo Pozzati, pubblicitario, pittore e scultore italiano (n. 1895)
- 1984 - Philippe Hardy, sciatore alpino francese (n. 1954)
- 1984 - Arrigo Lucchini, attore italiano (n. 1916)
- 1984 - Eulogio Martínez, calciatore paraguaiano (n. 1935)
- 1984 - Martin Weiss, militare tedesco (n. 1903)
- 1985 - Herbert Bayer, artista austriaco (n. 1900)
- 1985 - Paul Berlenbach, pugile statunitense (n. 1901)
- 1985 - Floyd Crosby, direttore della fotografia statunitense (n. 1899)
- 1985 - Bill Fiedler, calciatore statunitense (n. 1910)
- 1985 - Charles Francis Richter, fisico e sismologo statunitense (n. 1900)
- 1985 - Simone Signoret, attrice e scrittrice francese (n. 1921)
- 1985 - Carlo de Ferrariis Salzano, diplomatico italiano (n. 1905)
- 1986 - Giampaolo Bernagozzi, regista e critico cinematografico italiano (n. 1926)
- 1986 - Nicholas Kaldor, economista ungherese (n. 1908)
- 1986 - Laurier Lister, commediografo, attore e regista teatrale britannico (n. 1907)
- 1986 - Ben Dova, attore, circense e comico statunitense (n. 1905)
- 1987 - Alfred Bester, autore di fantascienza statunitense (n. 1913)
- 1987 - Nino Carloni, avvocato e pianista italiano (n. 1910)
- 1987 - Francesco Carnevali, artista e scrittore italiano (n. 1892)
- 1987 - Elisa Salvadori, religiosa italiana (n. 1900)
- 1988 - Fernando Bassoli, politico italiano (n. 1907)
- 1988 - Vicente Beltrán Anglada, scrittore e teosofo spagnolo (n. 1915)
- 1988 - Chick Chandler, attore statunitense (n. 1905)
- 1988 - Al Holbert, pilota automobilistico statunitense (n. 1946)
- 1988 - David E. Satterfield III, politico statunitense (n. 1920)
- 1988 - Joe Sullivan, hockeista su ghiaccio canadese (n. 1901)
- 1988 - Trường Chinh, politico vietnamita (n. 1907)
- 1989 - Giuseppe Casadei, politico italiano (n. 1903)
- 1989 - Oskar Davičo, scrittore jugoslavo (n. 1909)
- 1989 - Derelys Perdue, attrice e ballerina statunitense (n. 1902)
- 1989 - Ludwig Schuberth, pallamanista austriaco (n. 1911)
- 1989 - Virgil Thomson, compositore e critico musicale statunitense (n. 1896)
- 1989 - Huỳnh Tấn Phát, politico e rivoluzionario vietnamita (n. 1913)
- 1990 - Ingvald Frøysa, calciatore norvegese (n. 1904)
- 1990 - Michel Leiris, scrittore e etnologo francese (n. 1901)
- 1990 - Anna Noficzer, cestista ungherese (n. 1933)
- 1990 - Patrick White, scrittore, drammaturgo e saggista australiano (n. 1912)
- 1990 - Liesbeth den Uyl, attivista, pubblicista e politica olandese (n. 1924)
- 1991 - Shmuel Gonen, generale israeliano (n. 1930)
- 1991 - Lauri Lehtinen, calciatore finlandese (n. 1909)
- 1991 - Nancy Welford, attrice statunitense (n. 1904)
- 1992 - Willie Adams, cestista statunitense (n. 1911)
- 1992 - Robert Joel, attore statunitense (n. 1944)
- 1992 - Maria Malicka, attrice cinematografica polacca (n. 1900)
- 1992 - Branislav Rajačić, allenatore di pallacanestro jugoslavo (n. 1931)
- 1993 - Ronnie Aldrich, pianista e arrangiatore britannico (n. 1916)
- 1993 - Corrado Deodato, aviatore e militare italiano (n. 1918)
- 1993 - Novella Parigini, pittrice italiana (n. 1921)
- 1993 - Carlo Vinci, animatore statunitense (n. 1906)
- 1994 - Lina Basquette, attrice e ballerina statunitense (n. 1907)
- 1994 - Edmund Giemsa, calciatore polacco (n. 1912)
- 1994 - André Lwoff, microbiologo francese (n. 1902)
- 1994 - Roberto Eduardo Viola, generale e politico argentino (n. 1924)
- 1995 - Jean-Luc Lagarce, attore, regista e scrittore francese (n. 1957)
- 1995 - Lev Abramovič Polugaevskij, scacchista sovietico (n. 1934)
- 1995 - Bertil von Wachenfeldt, velocista svedese (n. 1909)
- 1996 - Jozef Kostka, scultore slovacco (n. 1912)
- 1996 - Antonino Polifroni, imprenditore italiano (n. 1947)
- 1996 - Duane W. Rimel, poeta e scrittore statunitense (n. 1915)
- 1996 - Sylvester William Treinen, vescovo cattolico statunitense (n. 1917)
- 1997 - Igor' Bezrodnyj, violinista, direttore d'orchestra e insegnante sovietico (n. 1930)
- 1997 - Nobuo Fujita, militare giapponese (n. 1911)
- 1997 - Don Martin, cestista e allenatore di pallacanestro statunitense (n. 1920)
- 1998 - Laurie Brown, allenatore di calcio e calciatore inglese (n. 1937)
- 1998 - Frank Forberger, canottiere tedesco (n. 1943)
- 1998 - Marius Goring, attore britannico (n. 1912)
- 1998 - Robert Lewis Taylor, scrittore statunitense (n. 1912)
- 1999 - Nikolaj Annenkov, attore sovietico (n. 1899)
- 1999 - Edward C. Banfield, sociologo e politologo statunitense (n. 1916)
- 1999 - Connie Eaton, cantante statunitense (n. 1950)
- 1999 - Dmitrij Sergeevič Lichačëv, filologo russo (n. 1906)
- 1999 - Camillo Marino, critico cinematografico, sceneggiatore e giornalista italiano (n. 1925)
- 1999 - Osvaldo Baliza, calciatore brasiliano (n. 1923)
- 2000 - Gregorio Esperón, calciatore e allenatore di calcio argentino (n. 1917)
- 2000 - Zoran Gopčević, pallanuotista jugoslavo (n. 1955)
- 2000 - Mario Valota, schermidore svizzero (n. 1918)
- 2000 - Joseph Weber, fisico e docente statunitense (n. 1919)
- 2000 - Howard Winstone, pugile britannico (n. 1939)

## XXI secolo(129)
- 2001 - Anatolij Bogdanov, tiratore a segno sovietico (n. 1931)
- 2001 - Gerhard Ebeling, teologo tedesco (n. 1912)
- 2001 - George Gately, fumettista statunitense (n. 1928)
- 2001 - Jenny Jugo, attrice austriaca (n. 1904)
- 2001 - John Cunningham Lilly, psicoanalista e neuroscienziato statunitense (n. 1915)
- 2001 - Giovanni Macchia, francesista, saggista e critico letterario italiano (n. 1912)
- 2001 - Madhav Rao Scindia, politico indiano (n. 1945)
- 2002 - Göran Kropp, alpinista svedese (n. 1966)
- 2002 - Germana Malabarba, ginnasta italiana (n. 1913)
- 2002 - Meinhard Michael Moser, micologo austriaco (n. 1924)
- 2002 - Ewart Oakeshott, illustratore e scrittore inglese (n. 1916)
- 2002 - Hans-Peter Tschudi, politico svizzero (n. 1913)
- 2003 - Oreste Del Buono, scrittore, giornalista e traduttore italiano (n. 1923)
- 2003 - Robert Kardashian, avvocato e imprenditore statunitense (n. 1944)
- 2003 - Gino Valle, architetto e designer italiano (n. 1923)
- 2004 - Alexander Arnz, regista tedesco (n. 1932)
- 2004 - Jacques Levy, compositore, regista teatrale e psicologo statunitense (n. 1935)
- 2004 - Mildred McDaniel, altista statunitense (n. 1933)
- 2004 - Michael Relph, produttore cinematografico, regista e sceneggiatore britannico (n. 1915)
- 2005 - Vittorio Emanuele Borsi di Parma, generale italiano (n. 1911)
- 2005 - Elio Civinini, calciatore e allenatore di calcio italiano (n. 1909)
- 2005 - Renzo Nostini, dirigente sportivo e schermidore italiano (n. 1914)
- 2006 - Isabel Bigley, attrice teatrale e cantante statunitense (n. 1926)
- 2006 - André Schwarz-Bart, scrittore francese (n. 1928)
- 2007 - Frederico Barrigana, calciatore portoghese (n. 1922)
- 2007 - Andrea Dotti, psichiatra italiano (n. 1938)
- 2007 - Len Graham, calciatore nordirlandese (n. 1925)
- 2007 - Milan Jelić, economista, politico e dirigente sportivo bosniaco (n. 1956)
- 2007 - Khachatur Kyapanaktsyan, sollevatore armeno (n. 1968)
- 2007 - Paul Meyer, regista belga (n. 1920)
- 2007 - Charles F. D. Moule, presbitero, teologo e biblista britannico (n. 1908)
- 2007 - Henri Paternóster, schermidore belga (n. 1908)
- 2007 - Giuseppe Scimone, criminale italiano (n. 1945)
- 2007 - Emidio Sfredda, manager italiano (n. 1922)
- 2007 - István Turai, calciatore ungherese (n. 1925)
- 2007 - Oswald Mathias Ungers, architetto e teorico dell'architettura tedesco (n. 1926)
- 2008 - Christa Reinig, scrittrice, poetessa e drammaturga tedesca (n. 1926)
- 2009 - Pentti Airikkala, pilota di rally finlandese (n. 1945)
- 2009 - Roland La Starza, pugile statunitense (n. 1927)
- 2009 - Raúl Magaña, allenatore di calcio e calciatore salvadoregno (n. 1940)
- 2009 - Ivan Saidenberg, fumettista brasiliano (n. 1940)
- 2009 - Victor Van Schil, ciclista su strada belga (n. 1939)
- 2009 - Giuseppina Zacco, attivista e politica italiana (n. 1927)
- 2010 - Oscar Avogadro, paroliere, cantante e compositore italiano (n. 1951)
- 2010 - Stephen J. Cannell, produttore televisivo, sceneggiatore e produttore cinematografico statunitense (n. 1941)
- 2010 - Piero Cusato, tastierista e compositore italiano (n. 1960)
- 2011 - Pilar Barril, tennista spagnola (n. 1931)
- 2011 - Mychajlo Forkaš, calciatore sovietico (n. 1948)
- 2011 - Alexander Grant, ballerino e direttore artistico neozelandese (n. 1925)
- 2011 - Marisa Mantovani, attrice e commediografa italiana (n. 1928)
- 2011 - Ralph Steinman, biologo canadese (n. 1943)
- 2011 - Anwar al-Awlaki, imam e terrorista statunitense (n. 1971)
- 2012 - Turhan Bey, attore austriaco (n. 1922)
- 2012 - Barry Commoner, biologo e politico statunitense (n. 1917)
- 2012 - Autran Dourado, scrittore brasiliano (n. 1926)
- 2012 - Wade Miller, scrittore statunitense (n. 1920)
- 2012 - Barbara Ann Scott, pattinatrice artistica su ghiaccio canadese (n. 1928)
- 2013 - David Gitari, arcivescovo anglicano keniota (n. 1937)
- 2013 - Giacomina Lapenna, giornalista italiana (n. 1924)
- 2013 - Gaetano Musella, allenatore di calcio e calciatore italiano (n. 1960)
- 2014 - Mario Bardella, attore, doppiatore e direttore del doppiaggio italiano (n. 1926)
- 2014 - Elisabetta Gallo, politica italiana (n. 1921)
- 2014 - Erik Hansen, canoista danese (n. 1939)
- 2014 - Iemasa Kayumi, doppiatore e attore giapponese (n. 1933)
- 2014 - Martin Lewis Perl, fisico statunitense (n. 1927)
- 2014 - Domenico Sica, magistrato e prefetto italiano (n. 1932)
- 2014 - Giorgio Visintin, partigiano e antifascista italiano (n. 1929)
- 2015 - Guido Altarelli, fisico italiano (n. 1941)
- 2015 - Claude Dauphin, imprenditore francese (n. 1951)
- 2015 - Andrée Henry, cestista francese (n. 1931)
- 2015 - Carlo Vannucci, pittore, scenografo e scultore italiano (n. 1920)
- 2016 - George Barris, fotografo statunitense (n. 1922)
- 2016 - Ted Benoit, fumettista francese (n. 1947)
- 2016 - Bernardo Caprotti, imprenditore italiano (n. 1925)
- 2016 - Arthur Harnden, velocista statunitense (n. 1924)
- 2016 - Mike Towell, pugile britannico (n. 1991)
- 2016 - Hanoi Hannah, conduttrice radiofonica vietnamita (n. 1931)
- 2017 - Elizabeth Baur, attrice statunitense (n. 1947)
- 2017 - Maxime Berger, pilota motociclistico francese (n. 1989)
- 2017 - Raoul Gatto, fisico italiano (n. 1930)
- 2017 - Monty Hall, conduttore televisivo e produttore televisivo canadese (n. 1921)
- 2017 - Frank Hamblen, cestista e allenatore di pallacanestro statunitense (n. 1947)
- 2017 - Gunnar Thoresen, calciatore norvegese (n. 1920)
- 2017 - Vladimir Vladislavovič Voevodskij, matematico russo (n. 1966)
- 2018 - Mario Castellazzi, calciatore e allenatore di calcio italiano (n. 1934)
- 2018 - Walter Laqueur, storico e giornalista statunitense (n. 1921)
- 2018 - Carlos Ángel López, calciatore argentino (n. 1952)
- 2018 - Sonia Orbuch, partigiana, scrittrice e superstite dell'Olocausto polacca (n. 1925)
- 2018 - René Pétillon, fumettista francese (n. 1945)
- 2019 - Gianni Lenoci, pianista e compositore italiano (n. 1963)
- 2019 - Enrico Masseroni, arcivescovo cattolico italiano (n. 1939)
- 2019 - Jessye Norman, soprano statunitense (n. 1945)
- 2019 - Ben Pon, pilota automobilistico e tiratore a volo olandese (n. 1936)
- 2019 - Ennio Testa, calciatore italiano (n. 1930)
- 2020 - Ali Bozer, politico e imprenditore turco (n. 1925)
- 2020 - Grazia Honegger Fresco, pedagogista italiana (n. 1929)
- 2020 - Emyr Humphreys, scrittore britannico (n. 1919)
- 2020 - Quino, fumettista argentino (n. 1932)
- 2020 - Vittorio Mathieu, filosofo e politico italiano (n. 1923)
- 2020 - Rinaldo Ruatti, bobbista italiano (n. 1930)
- 2021 - Luigi Conti, arcivescovo cattolico italiano (n. 1941)
- 2021 - Carlisle Floyd, compositore statunitense (n. 1926)
- 2021 - Vladislav Lemiş, calciatore sovietico (n. 1970)
- 2021 - José Pérez Francés, ciclista su strada spagnolo (n. 1936)
- 2021 - Kōichi Sugiyama, compositore giapponese (n. 1931)
- 2021 - Wim Vriend, pallanuotista olandese (n. 1941)
- 2022 - Khaled Al-Zylaeei, calciatore saudita (n. 1987)
- 2022 - Franco Dragone, regista e direttore teatrale italiano (n. 1952)
- 2022 - Alberto Papuzzi, giornalista e saggista italiano (n. 1942)
- 2022 - Ivan Petunin, rapper e attivista russo (n. 1995)
- 2022 - Marvin Powell, giocatore di football americano statunitense (n. 1955)
- 2022 - François Remetter, calciatore francese (n. 1928)
- 2022 - Alexandru Vagner, calciatore rumeno (n. 1989)
- 2022 - Jurij Zajcev, sollevatore sovietico (n. 1951)
- 2023 - Tommaso Accardo, attore e personaggio televisivo italiano (n. 1939)
- 2023 - Galip Haktanır, calciatore e allenatore di calcio turco (n. 1921)
- 2023 - Khaled Khalifa, scrittore e poeta siriano (n. 1964)
- 2023 - Veronika Varga, attrice ungherese (n. 1969)
- 2024 - Walter Brugiolo, attore e cantante italiano (n. 1961)
- 2024 - Gavin Creel, attore teatrale e cantante statunitense (n. 1976)
- 2024 - Farida, cantante italiana (n. 1946)
- 2024 - Ken Johnston, cestista e allenatore di pallacanestro scozzese
- 2024 - Dikembe Mutombo, cestista della Repubblica Democratica del Congo (n. 1966)
- 2024 - Humberto Ortega, rivoluzionario, generale e politico nicaraguense (n. 1947)
- 2024 - Ken Page, attore e cabarettista statunitense (n. 1954)
- 2024 - Park Ji-ah, attrice sudcoreana (n. 1972)
- 2024 - Jacques Réda, poeta e critico musicale francese (n. 1929)
- 2024 - Pete Rose, giocatore di baseball e allenatore di baseball statunitense (n. 1941)
- 2024 - Adelio Giuseppe Tomasin, vescovo cattolico e missionario italiano (n. 1930)